# Залізничний транспорт Туреччини
Залізничний транспорт Туреччині (тур. Türkiye'de demiryolu ulaşımı) — залізничний вид транспорту, який охоплює перевезення всередині країни та за її межами. Основним залізничним підприємством є державна компанія Турецька залізниця. Вона відповідає за всі пасажирські та вантажні залізничні перевезення. Проте, існує і ряд інших залізничних компаній які займаються перевезеннями. Весь транспорт на території Турецької Республіки включаючи залізничний знаходиться в управлінні Міністерства транспорту та інфраструктури Туреччини.
Туреччина володіє великою промисловою залізничною галуззю, і займається виробництвом власних локомотивів, поїздів, пасажирських і вантажних вагонів, а також деяких моделей автомобілів. В основному виробництво відбувається по ліцензіях, або у партнерстві з американськими, французькими, японськими й німецькими компаніями, однак, присутнє і повністю незалежне виробництво.
Туреччина є членом Міжнародного залізничного союзу (UIC). Персональний номер республіки в союзі — 75.

## Історія
Історія залізничного транспорту Туреччини почалася 22 вересня 1856 року, коли компанія ORC з Великої Британії отримавши дозвіл від уряду Османської імперії побудувала першу залізничну лінію між містами Ізмір та Айдин протяжністю 130 км.
Згодом французькі й німецькі компанії також почали вкладати в розвиток залізничної галузі Османської імперії. Крім безпосередньої економічної вигоди розвиток цієї галузі, в тому числі, відкривав європейцям доступ до торгового шляху з Азією.
Як і в інших країнах, невдовзі відбувся бурхливий розвиток галузі й до завершення розвалу Османської імперії було побудовано понад 8500 км залізничних ліній, однак, новоствореної Турецькій Республіці відійшов лише відрізок довжиною 4559 км. Але при цьому, з цих 4500 км залізничної лінії 2282 км європейської колії та 70 км залізничної лінії з вузькою колії належали компаніям з іноземним капіталом, тобто лише 2207 км залізничної лінії з європейською колією належало уряду Турецької Республіки. Проте, лінії, що належали іноземним компаніям, були експропрійовані та націоналізовані урядом вже в 1927 році.
Після цього, за сприянням національного уряду Туреччини галузь продовжила активно розвиватися і розширюватися, до 1940 року було побудовано понад 3000 км нових залізничних ліній. За допомогою залізничного сполучення вдалося значно поліпшити обслуговування шахт, об'єктів сільського господарства, міст, сіл і поселень, а також людей і портів. В цілому залізнична галузь сприяла розвитку як самої Туреччини, так і її торгової промисловості.
Після початку Другої світової війни промисловий ухил змістився, і замість залізничної галузі упор став робитися на будівництво асфальтованих доріг і шосе. Лише в 1960-х роках залізнична галузь знову стала активно розвиватися. А з 2003 року на території Турецької Республіки почалося будівництво першої швидкісної залізничної лінії.

## Залізнична мережа
Всі залізничні лінії знаходиться під управлінням Міністерства транспорту та інфраструктури Турецької Республіки. Основною колією на території республіки є європейська колія, або колія розміру 1435 мм. Також, у планах міністерства до 2023 року побудувати 4000 км звичайних і 10000 км швидкісних залізничних ліній.
На 2019 рік державна компанія Турецька залізниця має мережу залізниць на території Турецької Республіки та за її межами загальною протяжністю 12 803 км. З них 1213 км високошвидкісної лінії, 5809 км лінії обладнаної спеціальним залізничним сигналом і 5530 км електрифікованої залізничної лінії.

### Пасажирські операції
Всього існує п'ять типів пасажирських залізничних перевезень:
- Високошвидкісна лінія (Yüksek Hızlı Tren) — є основною і головною частиною залізничного сполучення.
- Головна лінія (Anahat) — міжміське пасажирське залізничне сполучення.
- Регіональна лінія (Bölgesel) — регіональний залізничний транспорт, який поєднує великі міста з прилеглими містечками, селами та селищами.
- Приміська лінія (Banliyö) — внутрішньоміське залізничне сполучення.
- Міжнародна лінія (Uluslararası) — закордонна залізнична лінія, що з'єднує Туреччину з країнами сусідами.

Залізнична мережа Османської імперії на початку 20-го століття

#### Високошвидкісна лінія
Високошвидкісна залізниця Турецької Республіки запрацювала 13 березня 2009 року, а першим рейсом став маршрут між Анкарою та Ескішехіром.
Високошвидкісне залізничне сполучення — головне залізничне сполучення, нині вона експлуатує чотири маршрути між містами Стамбул, Анкара, Ескішехір і Конья, уздовж швидкісних залізниць Анкара-Стамбул і Полатли-Конья.
Всі високошвидкісні поїзди компанії маркуються «Yüksek Hızlı Tren» або просто «YHT» і в середньому пересуваються зі швидкістю до 300 км/год.
Основним хабом, або логістичним центром високошвидкісних поїздів YHT є залізничний вокзал Анкари. Одночасно там можуть знаходитися до 12 високошвидкісних потягів.

### Головна лінія (міжміська)
Міжміські залізничні перевезення — мережа міжміських залізничних магістралей, які курсують між великими містами Турецької Республіки. До недавнього часу вони були основним типом залізничних поїздів, проте, їх місце поступово займають сучасні високошвидкісні поїзди. Вони також працюють на більш високих швидкостях, ніж регіональні та приміські поїзди, на певних ділянках міжміські поїзди можуть розвивати швидкість до 140 км/год.
Міжміські поїзди зазвичай оснащуються вагонами з кондиціонером TVS2000, які, до того ж, є найпоширенішими вагонами у Туреччині. Нічні магістральні поїзди складаються зі спальних вагонів і вагонів-ресторанів, в той час як в деяких потягах на додаток встановлюються ще й вагони-купе.

### Регіональна лінія

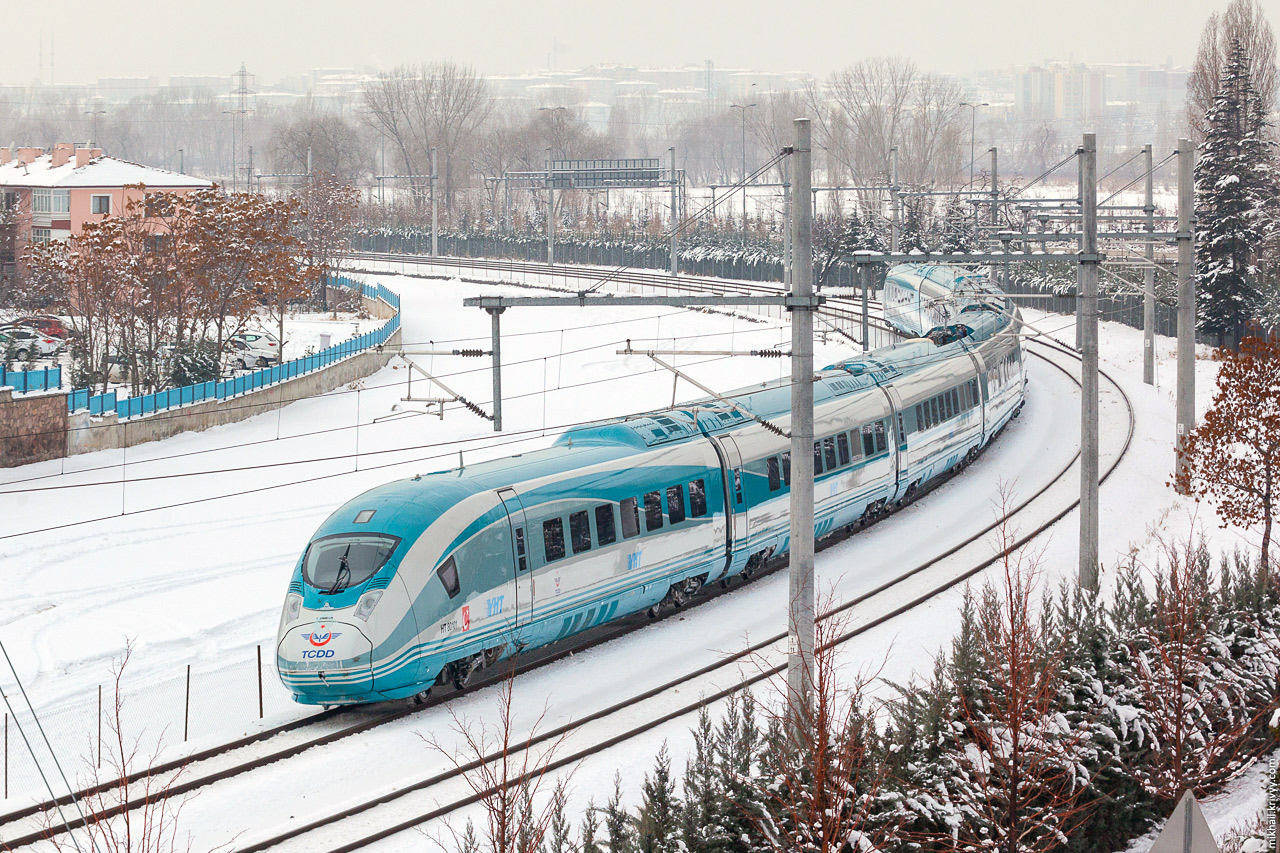
Високошвидкісний поїзд в Анкарі.

Регіональне залізничне сполучення — пов'язує великі міста з сусідніми містечками, селами, селищами та іншими містами Турецької Республіки. Ці поїзди є найбільш повільними у залізничній транспортної системи Туреччини, через те, що роблять часті зупинки на своєму шляху. Всі регіональні залізничні потяги працюють в межах свого регіонального центру.
Найбільш частий регіональний залізничний маршрут пролягає між Аданою і Мерсіном і включає 27 щоденних поїздів в кожному напрямку.
Потяги регіональної лінії в основному пересуваються за допомогою дизельних або електричних двигунів, однак, деякі поїзди до сих пір пересуваються за допомогою локомотивів. Потяги з локомотивом складаються з вагонів TVS2000 або застарілих вагонів Pullman. Регіональні поїзди відчувають нестачу в будь-яких бортових послугах, за винятком бортового харчування на більшості поїздів.
Вагони DMU000 і DM30000 є стандартними для багатьох регіональних маршрутів, в основному вони курсують на південь від Ізміру.

### Приміська лінія

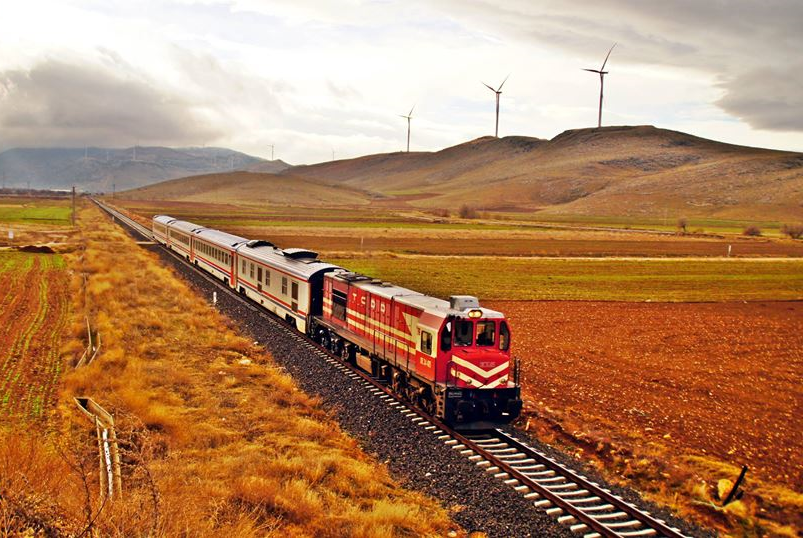
Регіональний поїзд проходить через сільську провінцію Афьон.

Приміське залізничне сполучення — об'єднує різні райони та регіони великих міст. В цей час в основному представлені в Стамбулі, Анкарі, Газіантепі та Гебзі. Крім того, присутня також залізнична мережа Мармарай в Стамбулі, яка забезпечує транскордонне залізничне сполучення між Босфором. Всього мережа приміьских залізниць має протяжність 76.6 км. Повністю введена в експлуатацію у 2019 році.
Всі приміські залізничні перевезення працюють за своїм власним маршрутом, аналогічного деяким системам швидкісної залізниці в деяких європейських країнах, і повністю інтегровані з системою мережі громадського транспортну своїх міст, завдяки чому істотно зменшують навантаження на транспортну інфраструктуру. 

### Міжнародна лінія
Міжнародне залізничне сполучення — об'єднує великі міста Туреччини з великими містами сусідніх країн. Зараз з території Туреччини курсує три міжнародними залізничними лініями — поїздами зі Стамбула в Софію і Бухарест і поїздом з Карса в Баку. Раніше, також існував поїзд курсує за маршрутом Стамбул-Салоніки, проте, через економічну кризу 2011 року в Греції він, разом із всіма закордонними поїздами Греції був скасований.

Раніше планувалася спорудження міжнародної залізничної лінії на Близький Схід, однак через нестабільну ситуацію на території Іраку і Сирії ці плани були згорнуті на невизначений термін.

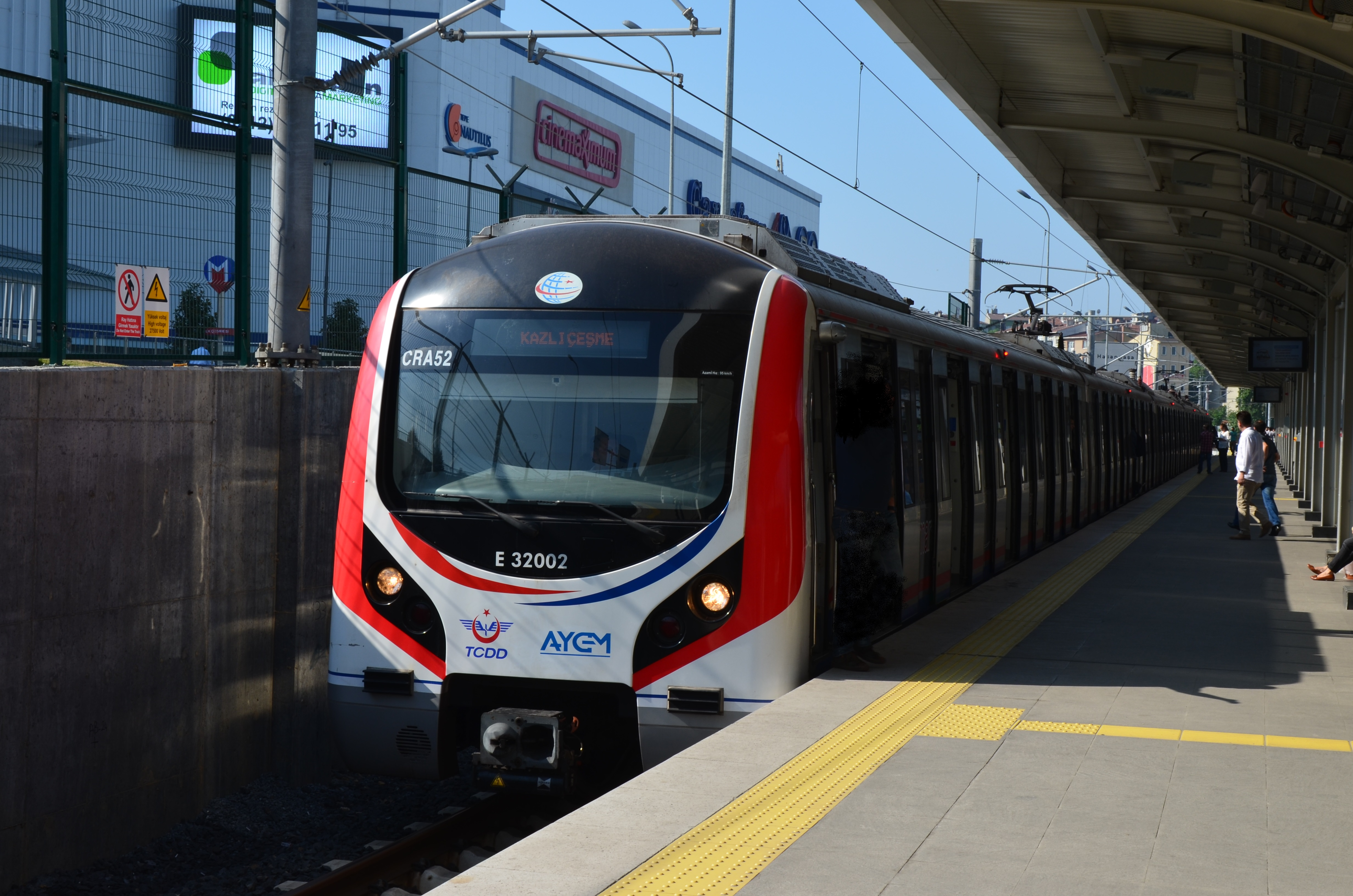
Високошвидкісний поїзд Мармарай прибуває на станцію

#### Закордонні залізничні лінії
- Болгарія – функціонує – Європейська колія (1435 мм)
- Румунія – функціонує – Російська (1520 мм) та Європейська колія (1435 мм)
- Греція – не функціонує – Європейська колія; Не функціонує з 2011 через Боргову кризу в Греції

- Грузія – функціонує – Російська (1520 мм) та Європейська колія (1435 мм)
- Вірменія – не функціонує – Російська колія; Не функціонує з 1993 через Карабаський конфлікт
- Азербайджан – функціонує – Російська (1520 мм) та Європейська колія (1435 мм)
- Іран – обмежено – Європейська колія (1435 мм); Залізничний зв'язок відбувається через поромну переправу через озеро Ван
- Ірак – не функціонує – Європейська колія (1435 мм); Не функціонує через нестабільну ситуацію в регіоні[10]
- Сирія – не функціонує – Європейська колія (1435 мм); Не функціонує з 2011 через Громадянську війну в Сирії

## Компанії
У поєднанні з усіма своїми дочірніми компаніями й філіями державна компанія Турецька залізниця має фактичну монополію на пасажирські та вантажні залізничні перевезення, а також на виробництво залізничної техніки, обслуговування і будівництво залізничних ліній. Компанія також управляє 7 портами та 5 заводами по виробництву техніки. Філії Турецької залізниці находяться в 8 регіональних центрах Турецької Республіки. Всього компанія має 981 залізничною станцією по всій країні.

### Дочірні компанії
- TCDD Taşımacılık — З 2016 року, після відділення від Турецької залізниці стала основною залізничною компанією Турецької Республіки. Займається пасажирськими та вантажними. перевезеннями, в той час як її материнська компанія займатися ремонтом і обслуговуванням залізничних ліній.[11]
- TÜLOMSAŞ (тур. Türkiye Lokomotif ve Motor Sanayi) — Основна промислова компанія Турецької залізниці, займається виробництвом локомотивів, поїздів і вагонів у співпраці з іноземними. компаніями.[12]
- TÜVASAŞ (тур. Türkiye Vagon Sanayi) — Друга за розміром компанія в країні, займається виробництвом локомотивів, поїздів і вагонів у співпраці з іноземними компаніями.[13]
- TÜDEMSAŞ (тур. Türkiye Demiryolu Makinaları Sanayii) — Компанія, яка займається ремонтом і обслуговуванням залізничної техніки.[14]

## Рухомий склад

### Використовувані поїзди

#### Локомотиви
| Модель  | Зображення | Номер       | Побудований | Побудовано | Тип             | Потужність          | Виробник               |
| ------- | ---------- | ----------- | ----------- | ---------- | --------------- | ------------------- | ---------------------- |
| DE24000 |            | 24001-24418 | 1970–1984   | 418        | Тепловоз        | 2160 к.с (1600 кВт) | TÜLOMSAŞ               |
| DE18100 |            | 18101-18120 | 1978        | 20         | Тепловоз        | 1800 к.с (1320 кВт) | MTE                    |
| DE22000 |            | 22001-22086 | 1985–1989   | 86         | Тепловоз        | 2000 к.с (1470 кВт) | TÜLOMSAŞ               |
| E43000  |            | 43001-43045 | 1987        | 45         | Електровоз      | 4260 к.с (3180 кВт) | TÜLOMSAŞ Toshiba       |
| DE33000 |            | 33001-33089 | 2003–2004   | 89         | Тепловоз        | 3000 к.с (2220 кВт) | TÜLOMSAŞ               |
| E68000  |            | 68001-68080 | 2013–       | 80         | Електровоз      | 6800 к.с (5000 кВт) | Hyundai Rotem TÜLOMSAŞ |
| DE36000 |            | 36001-36020 | 2013–       | 20         | Електровоз      | 3600 к.с (2680 кВт) | TÜLOMSAŞ               |
| HSL700  |            | N/A         | 2018        | 80         | Електротепловоз | 710 к.с (522 кВт)   | TÜLOMSAŞ               |
| DE11000 |            | 11001-11085 | 1985        | 85         | Тепловоз        | 1065 к.с (780 кВт)  | Krauss-Maffei TÜLOMSAŞ |
| DH7000  |            | 7001–7020   | 1994        | 20         | Електротепловоз | 710 к.с (522 кВт)   | TÜLOMSAŞ               |
| DH9500  |            | 9501–9526   | 1999        | 26         | Електротепловоз | 950 к.с (700 кВт)   | TÜLOMSAŞ               |
| E1000   |            | 1000        | 2015–       | 1          | Електровоз      | 1360 к.с (1000 кВт) | TÜBİTAK MAM TÜLOMSAŞ   |

#### Поїзди
| Модель  | Зображення | Номер               | Побудований | Побудовано | Тип          | Потужність           | Виробник              |
| ------- | ---------- | ------------------- | ----------- | ---------- | ------------ | -------------------- | --------------------- |
| DM15000 |            | 15001-15012         | 2008        | 12         | Дизель-поїзд | 883 к.с (650 кВт)    | Hyundai Rotem EUROTEM |
| HT65000 |            | 65001-65012         | 2007-2010   | 12         | Електропоїзд | 6526 к.с (4800 кВт)  | CAF                   |
| E23000  |            | 23001-23033         | 2009–       | 33         | Електропоїзд | 3127 к.с (2300 кВт)  | Hyundai Rotem         |
| E32000  |            | 32001-32054         | 2011–       | 88         | Електропоїзд | 3260 к.с (2400 кВт)  | Hyundai Rotem TÜVASAŞ |
| HT80000 |            | 80001 & 80101-80106 | 2013–2016   | 16         | Електропоїзд | 10876 к.с (8000 кВт) | Siemens               |

#### Дрезини
| Модель | Зображення | Серійний номер | Побудований | Кількість побудованих (2016) | Потужність        | Тип     | Виробник |
| ------ | ---------- | -------------- | ----------- | ---------------------------- | ----------------- | ------- | -------- |
| MT5700 |            | 5701-5730      | 1993        | 30                           | 571 к.с (420 кВт) | Дрезина | Fiat     |

#### Вагони
| Модель         | Зображення | Побудований | Призначення                        | Виробник |
| -------------- | ---------- | ----------- | ---------------------------------- | -------- |
| Regional Fleet |            | 1972        | Пасажирський вагон                 | TÜVASAŞ  |
| Pullman Fleet  |            | 1980–1990   | Пасажирський вагон, вагон-ресторан | TÜVASAŞ  |
| TVS2000        |            | 1992        | Пасажирський вагон, вагон-ресторан | TÜVASAŞ  |

### Списані поїзди

#### Локомотиви
| Модель  | Зображення | Номер       | Побудований | Використання | Тип             | Потужність          | Виробник         |
| ------- | ---------- | ----------- | ----------- | ------------ | --------------- | ------------------- | ---------------- |
| E4000   |            | 4001–4003   | 1955        | 1955         | Електровоз      | 2170 к.с (1620 кВт) | Alsthom          |
| DE20000 |            | 20001-20005 | 1957–1958   | 1957–1958    | Тепловоз        | 1800 к.с (1320 кВт) | General Electric |
| E2000   |            | 2000        | 1955        | 1961         | Електровоз      | 2346 к.с (1750 кВт) | MTE              |
| DH27000 |            | 27001-27003 | 1961        | 1961         | Електротепловоз |                     | Krauss-Maffei    |
| DE21500 |            | 21501-21540 | 1964–1965   | 1965         | Тепловоз        | 1580 к.с (2150 кВт) | General Electric |
| E40000  |            | 40001-40015 | 1969        | 1971–1973    | Електровоз      | 4004 к.с (2945 кВт) | Alsthom TÜVASAŞ  |
| E52500  |            | 52501-52520 | 1967        | 1998–2005    | Електровоз      | 5180 к.с (3860 кВт) | Končar (ASEA)    |
| DH33100 |            | 33101-33105 | 1953        | 1953         | Електротепловоз | 350 к.с (260 кВт)   | MaK              |
| DH44100 |            | 44101-44106 | 1955        | 1955         | Електротепловоз | 800 к.с (590 кВт)   | MaK              |
| DH6000  |            | 6001        | 1959        | 1959         | Електротепловоз | 610 к.с (445 кВт)   | Jenbacher        |
| DH4100  |            | 4101        | 1960        | 1960         | Електротепловоз | 410 к.с (300 кВт)   | Jenbacher        |
| DH6500  |            | 6501–6540   | 1960        | 1960         | Електротепловоз | 650 к.с (480 кВт)   | Krupp            |
| DH3600  |            | 3601–3624   | 1968        | 1968         | Електротепловоз | 350 к.с (260 кВт)   | MaK              |
| DH11500 |            | 11501-11511 | 1960        | 1982         | Електротепловоз | 1100 к.с (810 кВт)  | MaK              |

#### Trainsets
| Модель | Зображення | Номер       | Побудований | Тип          | Потужність          | Виробник |
| ------ | ---------- | ----------- | ----------- | ------------ | ------------------- | -------- |
| MT5200 |            | 5201–5202   | 1944        | Дизель-поїзд | 840 к.с (617 кВт)   | MAN      |
| MT5300 |            | 5301–5516   | 1951        | Дизель-поїзд | 1100 к.с (809 кВт)  | MAN      |
| E8000  |            | 8001–8030   | 1955        | Електропоїзд | 1386 к.с (1020 кВт) | Alsthom  |
| MT5500 |            | 5501–5511   | 1968        | Дизель-поїзд | 580 к.с ( кВт)      | Fiat     |
| E14000 |            | 14001-14075 | 1979        | Електропоїзд | 1414 к.с (1040 кВт) | TÜVASAŞ  |

#### Дрезини
| Модель | Зображення | Номер     | Побудований | Тип     | Потужність        | Виробник   |
| ------ | ---------- | --------- | ----------- | ------- | ----------------- | ---------- |
| 1-6    |            | 5401–5420 | 1934        | Дрезина | 85 к.с (62 кВт)   | Škoda      |
| 21-25  |            | 5401–5420 | 1935        | Дрезина | 130 к.с (99 кВт)  | MAN        |
| MV5100 |            | 5401–5420 | 1942        | Дрезина | 210 к.с (154 кВт) | Uerdingen  |
| MT5400 |            | 5401–5420 | 1954        | Дрезина | 300 к.с (220 кВт) | MAN        |
| RM3000 |            | 5401–5420 | 1960        | Дрезина | 340 к.с (250 кВт) | SCF Verney |
| MT5600 |            |           | 1990        | Дрезина | 550 к.с (404 кВт) | TÜVASAŞ    |